# Дженкинс, Джонни
Джонни E. Дженкинс-старший (англ. Johnny E. Jenkins Sr.; 5 марта 1939,  Мейкон, Джорджия, США — 26 июня 2011, Мейкон, Джорджия, США) — американский блюзовый гитарист, певец, автор песен. Номинант Blues Music Awards в номинации «Блюзовый альбом — возвращение» (1997) . Считается что его стиль игры на гитаре повлиял на стиль Джими Хендрикса 

## Биография
Родился в 1939 году к востоку от Мейкона в сельской местности под названием Свифт-Крик в семье подёнщиков. Услышав по радио хиллбилли, в девятилетнем возрасте сделал себе гитару из коробки из-под сигар и резинок, и играл на ней на заправке за чаевые. Будучи левшой, он играл на ней левой рукой, но не переставив струны: так он и продолжил играть, когда сестра подарила ему настоящую гитару. В седьмом классе бросил школу, чтобы ухаживать за больной матерью, а к 16 годам полностью посвятил себя музыке .
Основатель Capricorn Records Фил Уолден впервые услышал Дженкинса вместе с его группой Pinetopper на местном радиошоу талантов в 1959 году. Группа наняла молодого Отиса Реддинга в качестве певца. Поскольку у Дженкинса не было водительских прав, Реддинг также работал водителем группы. В 1962 году был записан первый хит Дженкинса «Love Twist», получивший региональную известность и проданный в количестве 25 000 копий. Дженкинса пригласили записаться в Мемфис, Теннесси, вместе с группой Booker T. & the M.G.'s.  Во время этой сессии звукозаписи в 1962 году, организованной менеджером группы Филом Уолденом, Дженкинс оставил сорок минут студийного времени неиспользованными. Оставшееся студийное время использовал Реддинг для записи баллады «These Arms of Mine». Как вспоминал Стив Кроппер, Отис сел за пианино и сказал: «Я не умею играть. Можешь просто сыграть мне несколько триолей?» Кроппер начал играть, и Реддинг начал петь «These Arms of Mine». Дженкинс играл на гитаре вместе с Кроппером на пианино в спонтанной аранжировке. Песня, проданная в количестве 800 000 копий, стала отправной точкой для  Отиса Реддинга, и Фил Уолден сосредоточился на его процветающей карьере. Дженкинс отошел на второй план: не в последнюю очередь ввиду аэрофобии, которая не позволяла ему гастролировать с Реддингом. Впрочем сам Дженкинс говорил и о другом: «Люди всегда хотят, чтобы я представил его хорошим парнем, но, видите ли, я знаю лучше… Реддинг был хулиганом. С ним было чертовски трудно ладить» 
Только после смерти Реддинга в 1967 году Уолден вновь занялся карьерой Дженкинса. Однако музыкант продолжал играть на региональном уровне, где его однажды услышал Джими Хендрикс, и нетрадиционный стиль Дженкинса оставил отпечаток на манере Хендрикса: «Во время визита в Мейкон Хендрикс отметил яркость игры Дженкинса на левой перевернутой гитаре и понял, что зрелищность, такая как игра на гитаре за головой, была очень хорошим трюком» . Певец в группе Дженкинса Артур Пондер вспоминал Хендрикса как «маленького парня, который всюду следовал за нами» .
В 1970 году Дженкинс выпустил дебютный альбом Ton-Ton Macoute!, который изначально создавался как сольная пластинка Дуэйна Оллмена, который исполнил большинство гитарных партий и партий  добро в альбоме . Первый трек, кавер-версия песни Доктора Джона «I Walk on Guilded Splinters», впоследствии был сэмплирован многочисленными музыкантами, например Бека («Loser») и Oasis («Go Let It Out»). Альбом, представляющий собой фанковый микс соула, рока, блюза и кантри, является культовой классикой . 
Когда Уолден снова занялся другими проектами, Дженкинс разочаровался в музыкальной индустрии, и до 1996 года плотно не занимался карьерой, работая механиком, занимаясь лесозаготовкой и прочей низкоквалифицированной работой. В 1996 году Уолден убедил его вернуться в музыку, и Дженкинс выпустил альбом Blessed Blues, который был номинирован на  Blues Music Awards в номинации «Блюзовый альбом — возвращение». Затем последовали еще два альбома: Handle with Care и All in Good Time. 
Умер в 2006 году от инсульта в Мейконе, оставив четырёх детей и семь внуков   
Член Зала славы музыки Джорджии (2012)
«Стиль Дженкинса временами напоминает Элмора Джеймса, а временами в его игре на гитаре можно услышать отголоски Джими Хендрикса — вероятно, потому, что Дженкинс оказал основополагающее влияние на Хендрикса» .
О сценической манере Дженкинса сказал Чарльз Дэвис, барабанщик ранней группы Дженкинса Pinetoppers: «Джонни был Принсом до того, как появился Принс. Он был настоящим хиппи. Он был очень расслабленным, пока не выходил на сцену, а там он был просто диким» .

## Избранная дискография

### Соло
- Ton-Ton Macoute! (1970)
- Blessed Blues (1996)
- Handle With Care (2001)
- All in Good Time (2005)

### С Отисом Реддингом
- Pain in My Heart (Atco Records, 1964)
- The Great Otis Redding Sings Soul Ballads (Atco Records, 1965)